# هورست إيكيل
هورست إيكيل (بالألمانية: Horst Eckel)‏ (مواليد 8 فبراير 1932) هو لاعب كرة قدم. لعب مع منتخب ألمانيا الغربية لكرة القدم. سبق له أن لعب في كأس العالم لكرة القدم مع منتخب بلاده.

## روابط خارجية
- هورست إيكيل على موقع الاتحاد الدولي (مؤرشف)  (الإنجليزية)
- هورست إيكيل على موقع قاعدة بيانات كرة القدم.إي يو (الإنجليزية)
- هورست إيكيل على موقع بيانات كرة القدم. دي إي (الألمانية)
- هورست إيكيل على موقع ناشيونال فوتبول تيمز (الإنجليزية)
- هورست إيكيل على موقع عالم كرة القدم.نت (الإنجليزية)